# Kandlschlagbach
Der Kandlschlagbach ist ein Bach in der Gemeinde Ulrichsberg in Oberösterreich. Er ist ein Zufluss der Großen Mühl.

## Geographie
Der Bach entspringt auf einer Höhe von 677 m ü. A. Er weist eine Länge von 1,82 km auf. Er fließt zunächst Richtung Norden und schließlich Richtung Nordosten. Der Kandlschlagbach mündet auf einer Höhe von 556 m ü. A. rechtsseitig in die Große Mühl. In seinem 1,19 km² großen Einzugsgebiet liegen Teile der Ortschaften Kandlschlag, Mühlwald und Ödenkirchen.

## Umwelt
Der Kandlschlagbach ist Teil der 22.302 Hektar großen Important Bird Area Böhmerwald und Mühltal. Er fließt durch das Landschaftsschutzgebiet Kulturterrassen in Ödenkirchen. Sein Mündungsbereich gehört zum 9.350 Hektar großen Europaschutzgebiet Böhmerwald-Mühltäler.